# Villa Canales
Villa Canales – miasto w południowej Gwatemali, w departamencie Gwatemala, leżące 22 km na południe od stolicy kraju. Siedziba władz gminy o tej samej nazwie, która w 2012 roku liczyła 147 049 mieszkańców. Przemysł spożywczy.